# Michael Stanton
Michael Stanton (Inglaterra) é um cientista da computação brasileiro, ex-diretor da Rede Nacional de Ensino e Pesquisa (RNP). É professor da Universidade Federal Fluminense (UFF).
Obteve um doutorado em matemática na Universidade de Cambridge em 1971.
Em 2019 foi induzido no Internet Hall of Fame.